# Konitsa
Konitsa (gr. Κόνιτσα) – miejscowość w Grecji, w administracji zdecentralizowanej Epir-Macedonia Zachodnia, w regionie Epir, w jednostce regionalnej Janina. Siedziba gminy Konitsa. W 2011 roku liczyła 2942 mieszkańców.